# インコグニート (テレビドラマ)
『インコグニート』（英語: Incognito）は、フィリピンのテレビドラマ。2025年1月20日、 カパミリア・チャンネルで初公開された。出演はリチャード・グティエレス、バロン・ガイスラー、マリス・ラカル、アンソニー・ジェニングス、カイラ・エストラーダ、イアン・ベネラシオン、ダニエル・パディーヤ。

## 登場人物

### 主要キャラクター
ホセ・「JB」・ボニファシオ
演：リチャード・グティエレス
アンドレス・マルバル
演：ダニエル・パディーヤ
グレゴリオ・「グレッグ」・パテルノ
演：イアン・ベネラシオン
ミゲル・「ミグス」・テクソン
演：バロン・ガイスラー
マックス・アルベロ
演：カイラ・エストラーダ
トーマス・「トム」・ゲレロ
演：アンソニー・ジェニングス
ガブリエラ・「ギャブ」・リベラ / スカーレット
演：マリス・ラカル

### 脇役
アントニオ・「トニー」・ボニファシオ
演：リチャード・グティエレス
ニノン
演：ベンボル・ロコ
ドニー・ノヴィラ
演：ジェストニ・アラルコン
イザベル・エスカレラ
演：アゴト・イシドロ
アポ・エサン・マルバー
演：マロウ・デ・グスマン
ジグメ・ライ
演：レイモンド・バガッツィング
ティモール・「セニョール」・エスカレラ
演：アート・アクーニャ
ペドロ・マルバル
演：クリス・ビジャヌエバ
ユージン・エスカレラ / クローバー
演：ライアン・アイゲンマン
ロレンツォ・パテルノ
演：アントニオ・アキタニア
エミリオ・「エミル」・マナラスタス
演：ポロ・ラバレス
フランシス・エスカレラ / ダイヤモンド
演：ディノ・インペリアル
シャン・エスカレラ
演：エリック・タイ
サミュエル
演：ジョエル・トーレ